# Tachycineta
Tachycineta là một chi chim trong họ Hirundinidae.

## Các loài
- Nhạn cây Tachycineta bicolor
- Nhạn xanh tím Tachycineta thalassina
- Nhạn vàng kim Tachycineta euchrysea
- Nhạn Bahama Tachycineta cyaneoviridis
- Nhạn Tumbes Tachycineta stolzmanni
- Nhạn rừng đước Tachycineta albilinea
- Nhạn cánh trắng Tachycineta albiventer
- Nhạn phao câu trắng Tachycineta leucorrhoa
- Nhạn Chile Tachycineta meyeni